# Augusztus 20-i nemzeti ünnep
Augusztus 20. Magyarország nemzeti ünnepe és hivatalos állami ünnepe az államalapítás és az államalapító I. (Szent) István király emlékére. A nap egyben a magyar katolikus egyház egyik – Magyarország fővédőszentjének tiszteletére tartott – főünnepe.
A magyar történelemben az államalapító király 1083. augusztus 20-i szentté avatásától szerepet játszik Szent István emlékezete, amit koronként eltérően értelmeztek és ünnepeltek. Az Árpád-korban az uralkodó dinasztia legitimációját szolgálta az István-kultusz, melyet a később hozzákapcsolódó Szűz Mária-tisztelet egyházi jellegűvé változtatott. 1686-ban XI. Ince pápa Buda visszafoglalása alkalmából elrendelte, hogy a katolikus világ évente emlékezzen meg Szent Istvánról. 1771-ben Mária Terézia országos ünneppé minősítette Szent István napját, és Budára hozatta a Szent Jobbot, ezzel fejezve ki, hogy a Habsburgok legitim magyar uralkodók. Az 1848–49-es forradalom és szabadságharc leverése utáni Bach-korszakban nem engedélyezték a független magyar államot jelképező első király ünneplését, de 1891-ben Ferenc József munkaszüneti nappá tette augusztus 20-át. A két világháború között újra a nemzeti érzelmek kerültek előtérbe, így az 1938. évi székesfehérvári országgyűlés törvénybe iktatta Szent István emlékét és a nemzeti ünnepet. A kommunista hatalom ezt nem törölte el, hanem 1950-től a népköztársaság, illetve az alkotmány ünnepének nevezte. A rendszerváltás után, 1991-ben az Országgyűlés a nemzeti ünnepek közül kiemelve állami ünneppé nyilvánította.

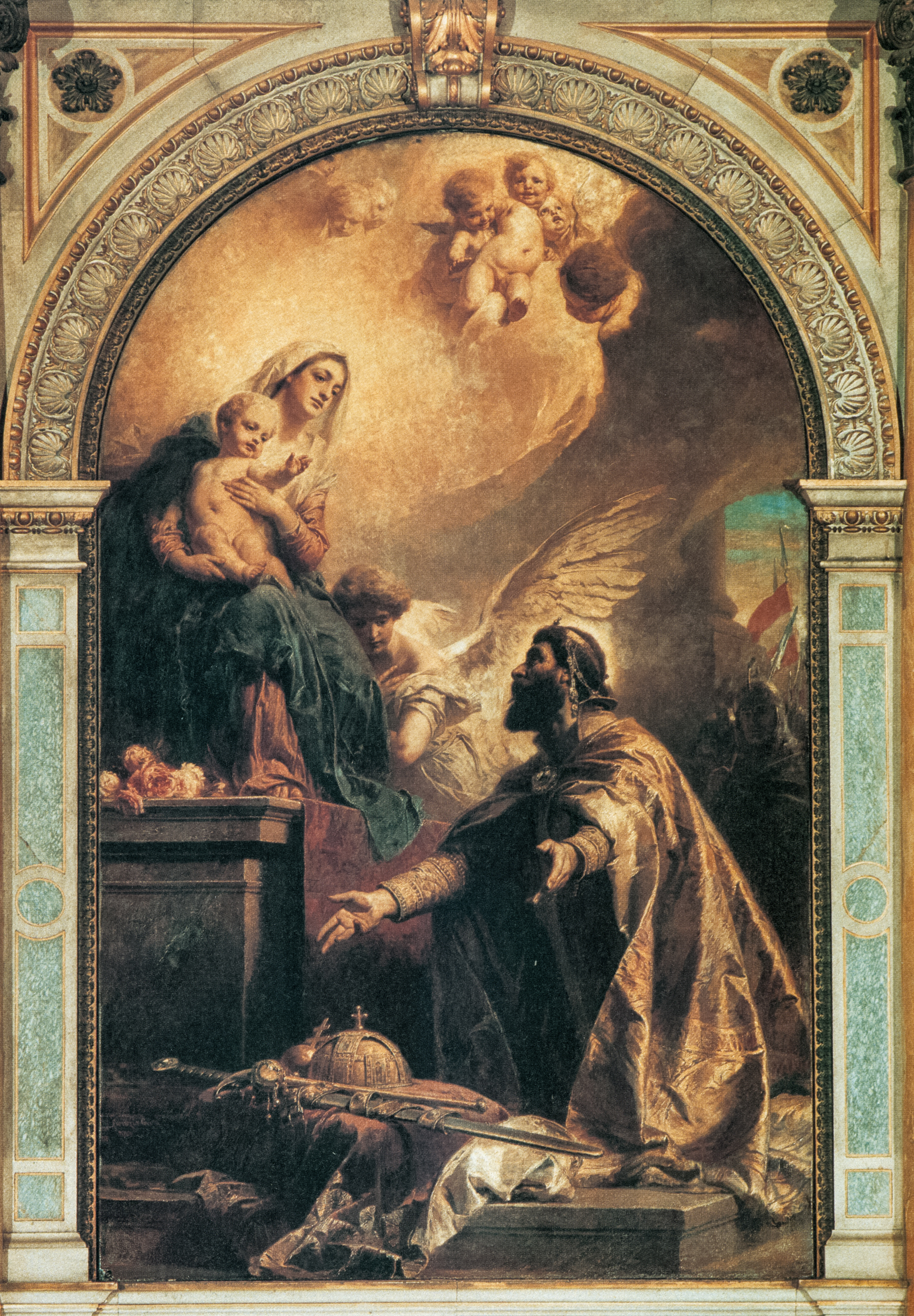
Szent István felajánlja Magyarországot Szűz Máriának (Benczúr Gyula festménye)

A hivatalos ünneplés Budapesten, a Kossuth téren Magyarország lobogójának felvonásával és a tisztavatással kezdődik. Budán rendezik meg a mesterségek ünnepét, és ott mutatják be Magyarország tortáját. Bár délután a Szent István-bazilika körüli Szent Jobb-körmeneten részt vesznek a közjogi méltóságok is, az eseményen elsősorban a hívők tisztelegnek Magyarország fővédőszentje előtt. Az ünnepnapot az esti tűzijáték zárja.
Ezen az ünnepen adományozzák a legtöbb állami kitüntetést, köztük a Magyar Szent István-rendet. Magyarország legrangosabb elismerését elsőnek Egerszegi Krisztina ötszörös olimpiai bajnok és Lámfalussy Sándor magyar jegybankár, „az euró atyja” vehette át 2013-ban.

## Napja
1083. augusztus 20-án Szent László király a Nagyboldogasszony ünnepe utáni első vasárnap emeltette oltárra I. István király maradványait nyughelyén, a székesfehérvári Nagyboldogasszony-bazilikában, ami az akkori szokások szerint a szentté avatást jelentette.

## Története

### Középkor és újkor
Uralkodása idején István király augusztus 15-ét, Nagyboldogasszony napját tekintette kiemelt ünnepnek: ezen a napon tartott törvénykezést (törvénylátó napok) a Fehérvárra összehívott királyi tanáccsal, és 1038-ban, halálos ágyán a Nagyboldogasszony ünnepét megelőző napon ajánlotta föl Magyarországot Szűz Máriának. A király aztán Nagyboldogasszony napján meghalt.
1092-ben a Szent László vezette szabolcsi zsinat rendelte el István király oltárra emelése napjának, vagyis augusztus 20-nak ünneplését. Szent István kultuszának az uralkodó általi erősítése az Árpád-ház megszentelését jelentette, ami a királyi dinasztia egyházi közreműködéssel történt szakrális legitimációját szolgálta. A 12. századtól a szigorú, de igazságos fejedelem kultuszát a legendák elterjedése jelentősen átalakította: ekkor terjedt el, hogy István király felajánlotta Magyarországot Szűz Máriának. A Szent István képével összefonódó Mária-tisztelet egyre inkább megerősítette az ünnep vallási jellegét.
A középkor folyamán az egész Kárpát-medencében nagy hagyománya volt István király tiszteletének, de a kultusz a török hódoltságra elveszítette az Árpád-ház idején fontos dinasztikus erejét.

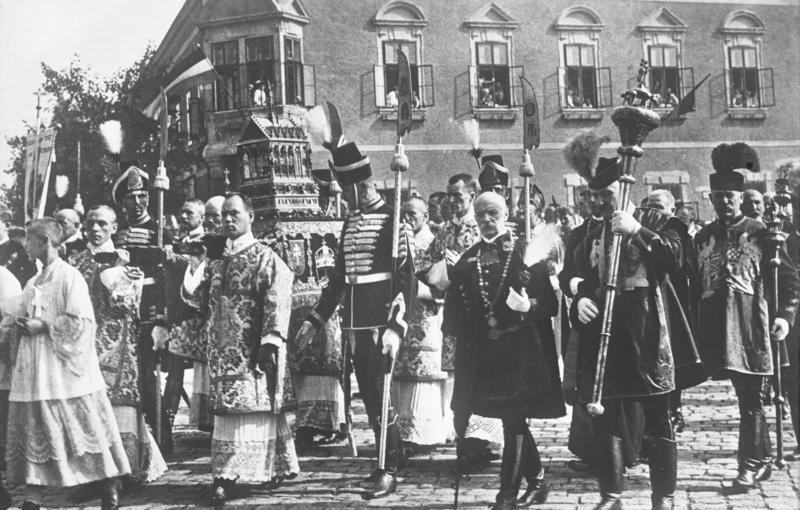
Szent Jobb-körmenet, 1931

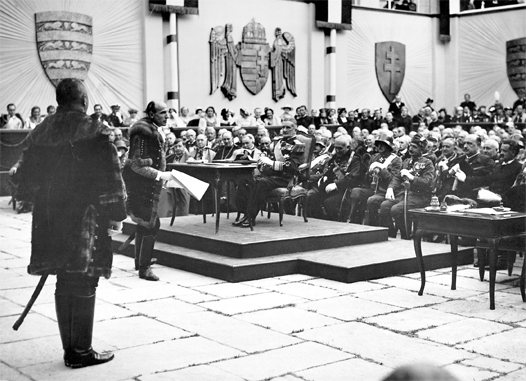
Az 1938. évi székesfehérvári országgyűlés

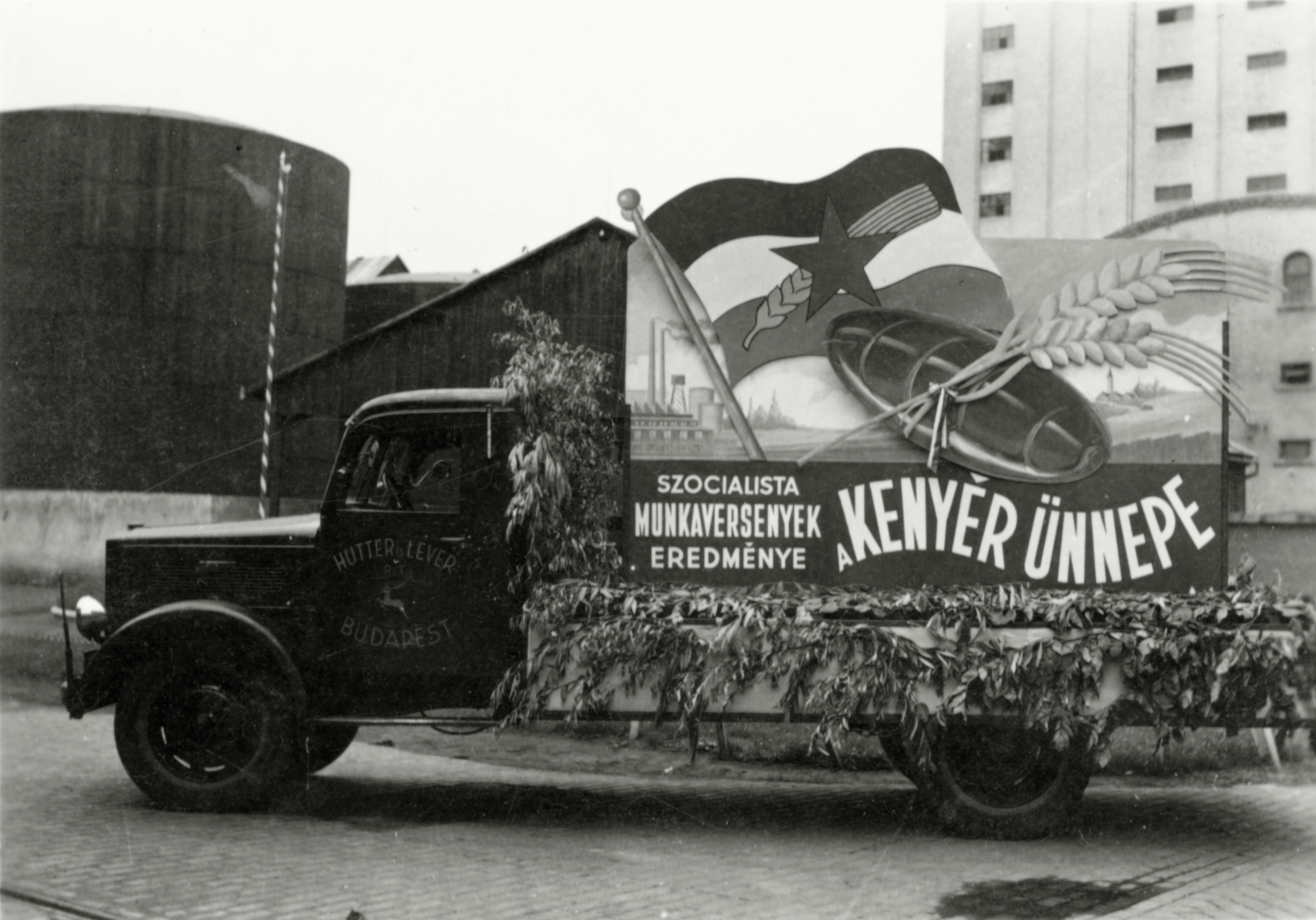
A kenyér ünnepe, 1949

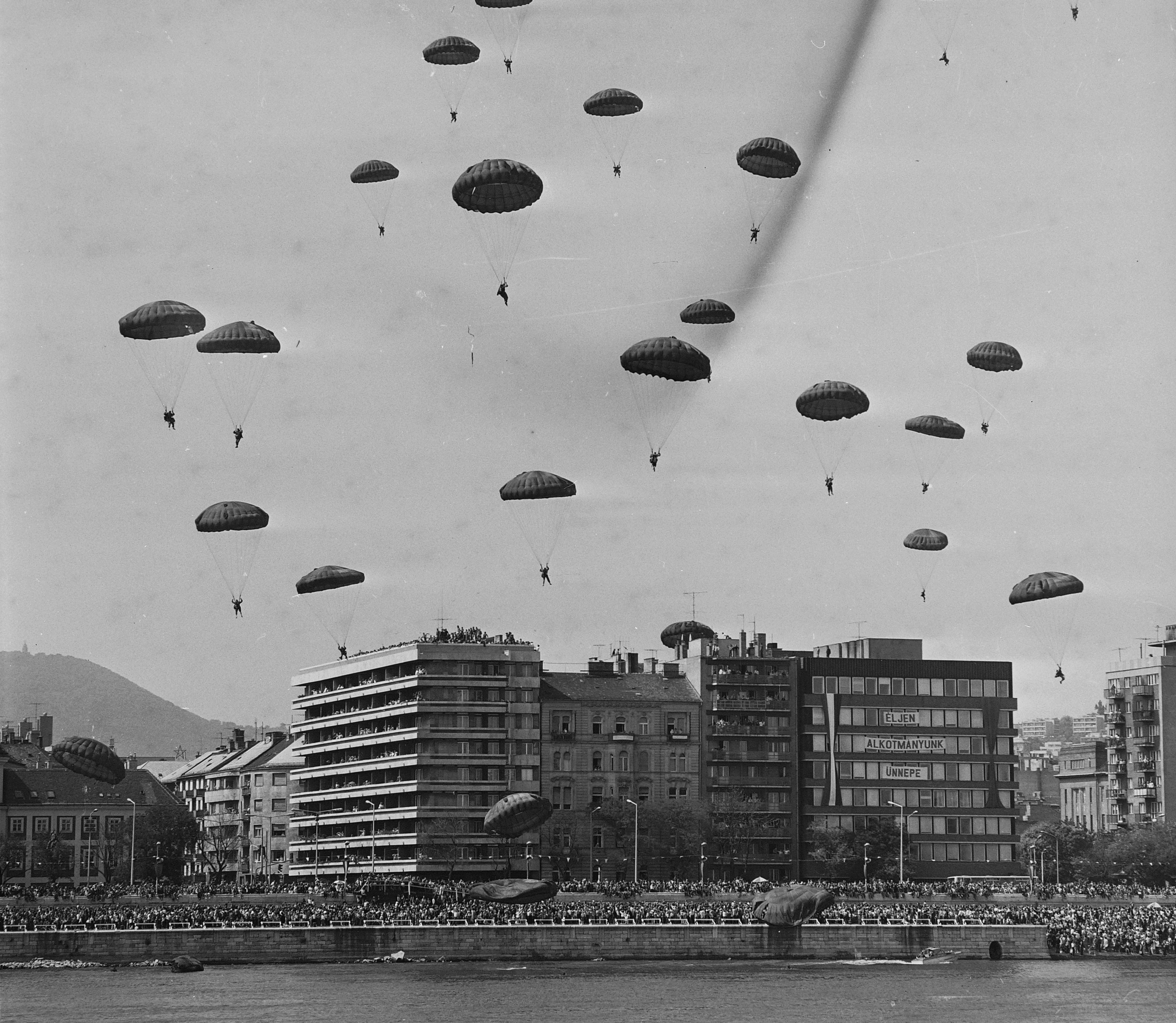
Légiparádé, 1978

1683-ban XI. Ince pápa kiterjesztette az egész egyházra István király tiszteletét, majd 1686-ban Buda visszafoglalása alkalmából elrendelte, hogy a katolikus világ évente emlékezzen meg Szent Istvánról. Az ünnep dátuma az egyetemes egyházban 1969 óta augusztus 16., a király halálának napját követő nap, hogy ne ütközzön Nagyboldogasszony ünnepével.
1771-ben XIV. Benedek pápa rendelkezése nyomán – sok más nappal együtt – Szent István ünnepe is kikerült a kalendáriumból. Mária Terézia – a magyar arisztokrácia felé nyújtott gesztusként – szinte azonnal nemzeti ünnepnek minősítette augusztus 20-át, és Raguzából Bécsbe hozatta a Szent Jobbot, melyet Győrön és Pannonhalmán keresztül vittek Budára. A közszemlére állított ereklye kifejezte a Habsburgok legitimitását magyar uralkodókként és elősegítette a magyar nemesség integrációját a Habsburg Birodalomba. Ünnepi körmenetet ekkor még nem tartottak, az első processzió 1818-ban (más forrás szerint 1819-ben) történt, melyet 1945-ig a budai várban rendeztek.
Az 1848-as forradalom évében a Batthyány-kormány tagjai is részt vettek a körmeneten a nemzeti politikai kultúra kialakításának jegyében. A szabadságharc leverésétől 1860-ig a Habsburg hatalom nem engedélyezte a független magyar államot jelképező Szent István király ünneplését. Az enyhülést követően ismét megtarthatták az ünnepet, amely egyre több hívőt vonzott a főváros környékéről.
A 19. század végén nagy vitát váltott ki Szent István napjának állami ünneppé nyilvánítása. Az elutasítók azzal érveltek, hogy egy katolikus ünnep nem alkalmas a nemzeti egység kifejezésére. Miután a viták ellenére 1891-ben Ferenc József munkaszüneti nappá nyilvánította az István-napot, több felekezet és nemzetiség is tiltakozott. 1895-ben pedig belügyminiszteri rendelet írta elő a középületek fellobogózását címeres zászlóval. Ezekben az években már százezres tömeg érkezett a fővárosba a nemzeti ünnepen rendezett körmenetre, és az azt követő „Szent István-napi vásár”-ra.

### Huszadik század
A trianoni békeszerződés után az addig elsősorban egyházi ünnep nemzeti tartalommal egészült ki: lehetőséget adott a területében és népességében is jelentősen megfogyatkozott magyarságnak a Szent István-i Magyarország visszaállítására való emlékezésre. Az ünnep megtartása kibővült tisztavatással, ünnepélyes őrségváltással, a néphagyományok ápolásával, és 1927 óta minden évben tűzijátékkal. A több napig tartó látványosságok külföldiek ezreit vonzották az országba, elsősorban Budapestre. Augusztus 20. ebben az időszakban vált a nemzeti egység jelképévé, a magyarság egyetemes ünnepévé, melyet már nemcsak az anyaországban és közvetlenül a határon túl ünnepeltek, hanem a más országokba kivándorolt magyarok is. Szent István halálának 900. évfordulóján az 1938. évi székesfehérvári országgyűlés törvénybe foglalta a király „dicső emlékének megörökítését”.
A második világháború alatt a tűzijáték megrendezése szünetelt. 1947-ben mintegy félmillió résztvevővel és Mindszenty József bíboros vezetésével tartották meg a Szent Jobb-körmenetet a pesti bazilikától a Hősök teréig, amit a következő évben (más forrás szerint 1950-ben) a Rákosi-rendszer betiltott. Megszüntették az ünnep egyházi és nemzeti jellegét, de nem törölték el munkaszüneti nap jellegét (mint március 15-ét), hanem a tartalmát változtatták meg. Először az évtizedek óta aratóbálokkal, aratási felvonulással megtartott új kenyér ünnepének nevezték, a „dolgozó parasztságot” előtérbe helyezve. 1949-ben pedig erre a napra időzítették az új, szovjet mintájú alkotmány hatályba lépését, az új – szocialista – államalapítást, ezért a következő évben az Elnöki Tanács törvényerejű rendeletben a Népköztársaság ünnepévé, illetve a Magyar Népköztársaság Alkotmányának ünnepévé nyilvánította augusztus 20-át.
Az ünneplés módja is változott: a tisztavatáson a Ludovika Akadémia helyett a Honvéd Kossuth Akadémia növendékei jelentek meg, és kultúrműsor, díszelőadás, bábszínház szórakoztatta a népet. Az ötvenes évek elejétől a programok egyre inkább elmaradtak, és elsősorban lelkes sztahanovistákról és termelési versenyekről számolt be a sajtó. A tűzijáték 1954-ben átkerült augusztus 20-ról április 4-re, a helyszínt is áttették a Gellért-szobortól a Citadellára. Az 1956-os forradalom után mindenféle pirotechnikai eszköz használatát betiltották, így a tűzijáték is megszűnt. Ebben az időszakban kezdődött a művészek és más kiválóságok ünnepi kitüntetésének szokása, ami azóta is fennmaradt. A Kádár-korszak alatt erősödött az ünneplés szórakoztató jellege: ekkor tartottak először vízi és légi parádét a hadsereg, a légierő és a Mahart részvételével. 1966-tól újraindult a tűzijáték, és ettől az évtől kezdve rendezik meg a Debreceni Virágkarnevált is. A nyolcvanas évektől tartják a mesterségek ünnepét a budai várban.

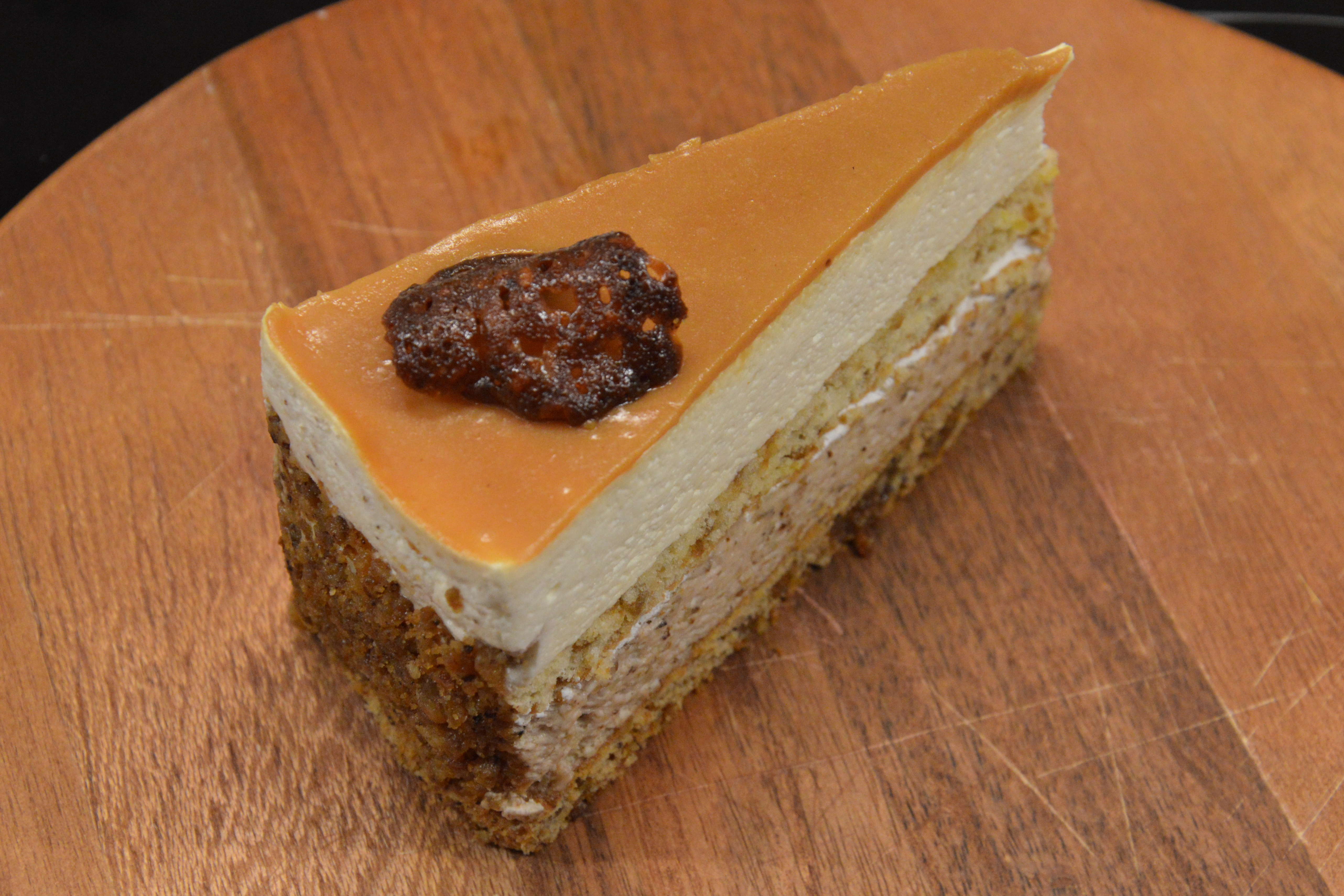
Milotai mézes, az ország tortája 2013-ban

### A rendszerváltás után
A rendszerváltás után, 1989-től vált újra lehetővé a Szent Jobb-körmenet megtartása a Szent István-bazilikánál, 1991-ben pedig az első szabadon választott Országgyűlés törvényben emelte hivatalos állami ünneppé az államalapító Szent István napját. A vízi és légi parádék megrendezése 1989-ben megszűnt, majd 2000 és 2013 között újra megtartották, melyhez 2004-től 2009-ig (nem hivatalosan) kapcsolódott a Red Bull Air Race repülőverseny. A központi ünnepségek egy részét 2002-ben törölték a fővárosban augusztus 18–19-én tetőző árvíz miatt, a légi parádét egy héttel később, a tűzijátékot augusztus 31-én tartották meg. 2006-ban az esti tűzijáték kezdetekor Budapestre érkező orkánszerű vihar okozott katasztrófát, amelyben öten elhunytak és több százan sérültek meg. A 2011-ben elfogadott Alaptörvény külön cikkben nevesíti a nemzeti ünnepeket, köztük augusztus 20-át mint hivatalos állami ünnepet. 2022-ben a tűzijátékot az időjárás miatt augusztus 27.-re halasztották, mert nem lett volna biztonságos megtartani. Szent Jobb körmenetet szintén az időjárás miatt pedig lefújták, helyette zenés imaórát tartottak a Szent István-bazilikában. Kovács Ákos etnográfus-történész szerint ugyanakkor az augusztus 20-i Szent István-nap nem tudott valódi ünnepé válni, mert az egyházi és világi elemek összemosódása miatt az esemény összetartás helyett szétválasztja az embereket.

## Ünneplése

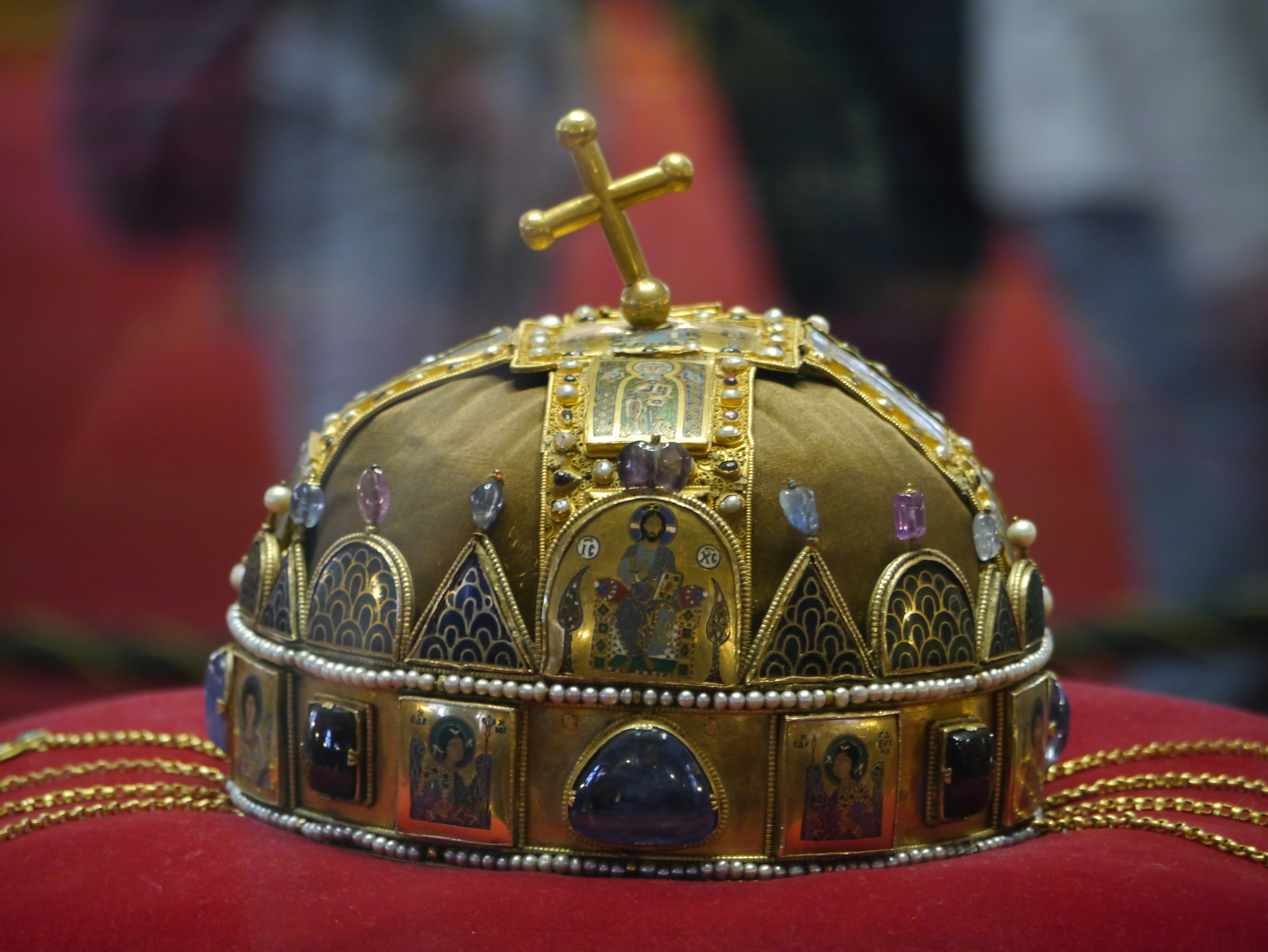
A Szent Korona az Országházban

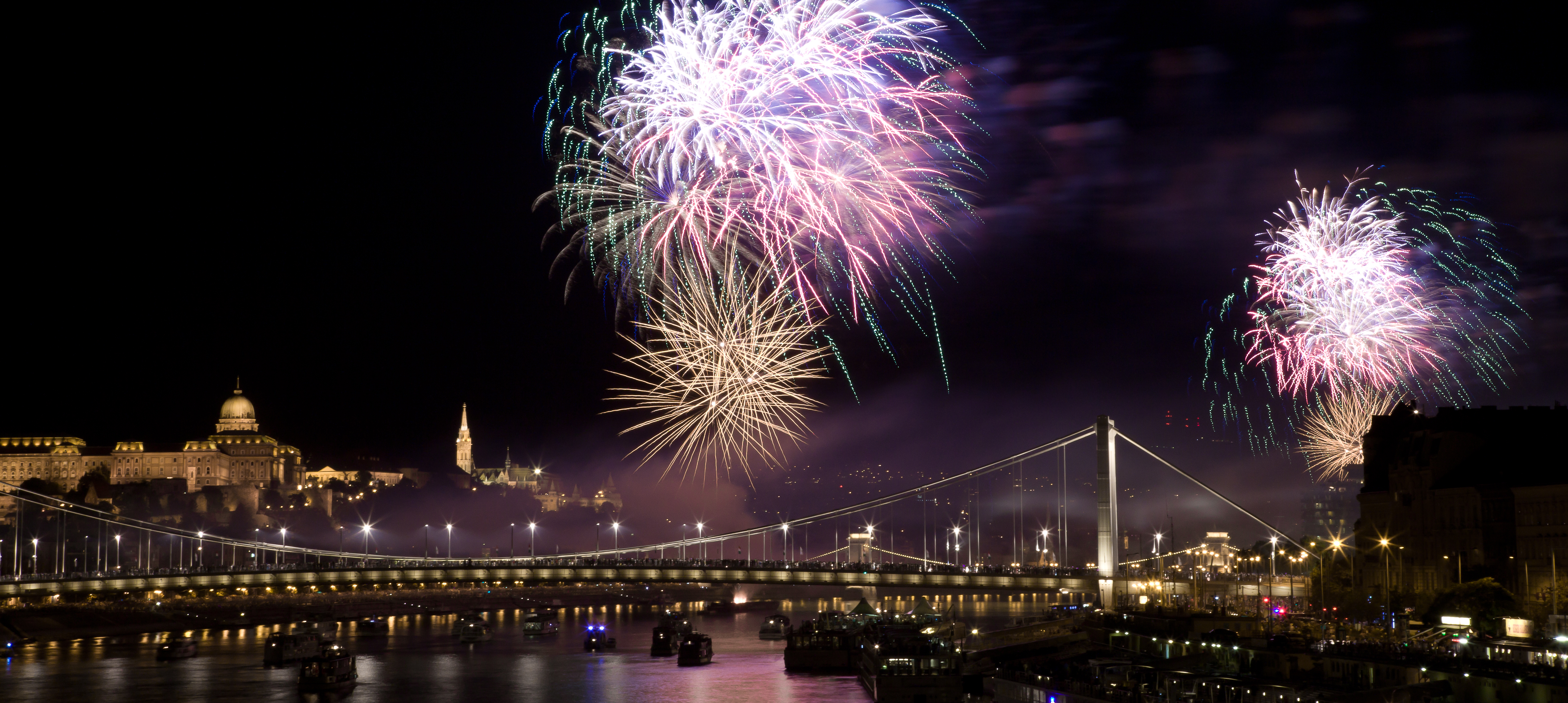
Ünnepi tűzijáték a Duna felett, 2012

### Budapesten
Az ünnep előestéjén a Magyarországi Egyházak Ökumenikus Tanácsa ökumenikus istentiszteletet tart.
A hivatalos központi program Budapesten, a Kossuth téren Magyarország lobogójának katonai tiszteletadással történő felvonásával kezdődik, majd a honvédtisztek avatása következik, ezután megnyitják az Országház kupolacsarnokát, ahol az érdeklődők megtekinthetik a Szent Koronát. Budán, a Várban és a Duna-parton koncertekkel, családi programokkal folytatódik az ünneplés, itt rendezik meg a mesterségek ünnepét és a magyar ízek utcáját, ahol bemutatják Magyarország tortáját. Délután aratómenetet tartanak, melyet az új kenyér megáldása tetőz be.
A délutáni ünnepi szentmise után a Szent István-bazilika körül megtartott Szent Jobb-körmenet részben állami rendezvény, hiszen részt vesznek rajta a közjogi méltóságok és állami tisztségviselők, és az ereklyét a Honvéd Koronaőrség hordozza, de az esemény elsősorban a hívők tisztelgése a kereszténnyé vált magyarság első uralkodója, Magyarország fővédőszentje és a nemzet mennyei patrónusa előtt.
Az ünnepnapot az esti tűzijáték zárja, melyet zenével kísérnek.

### Székesfehérvárott

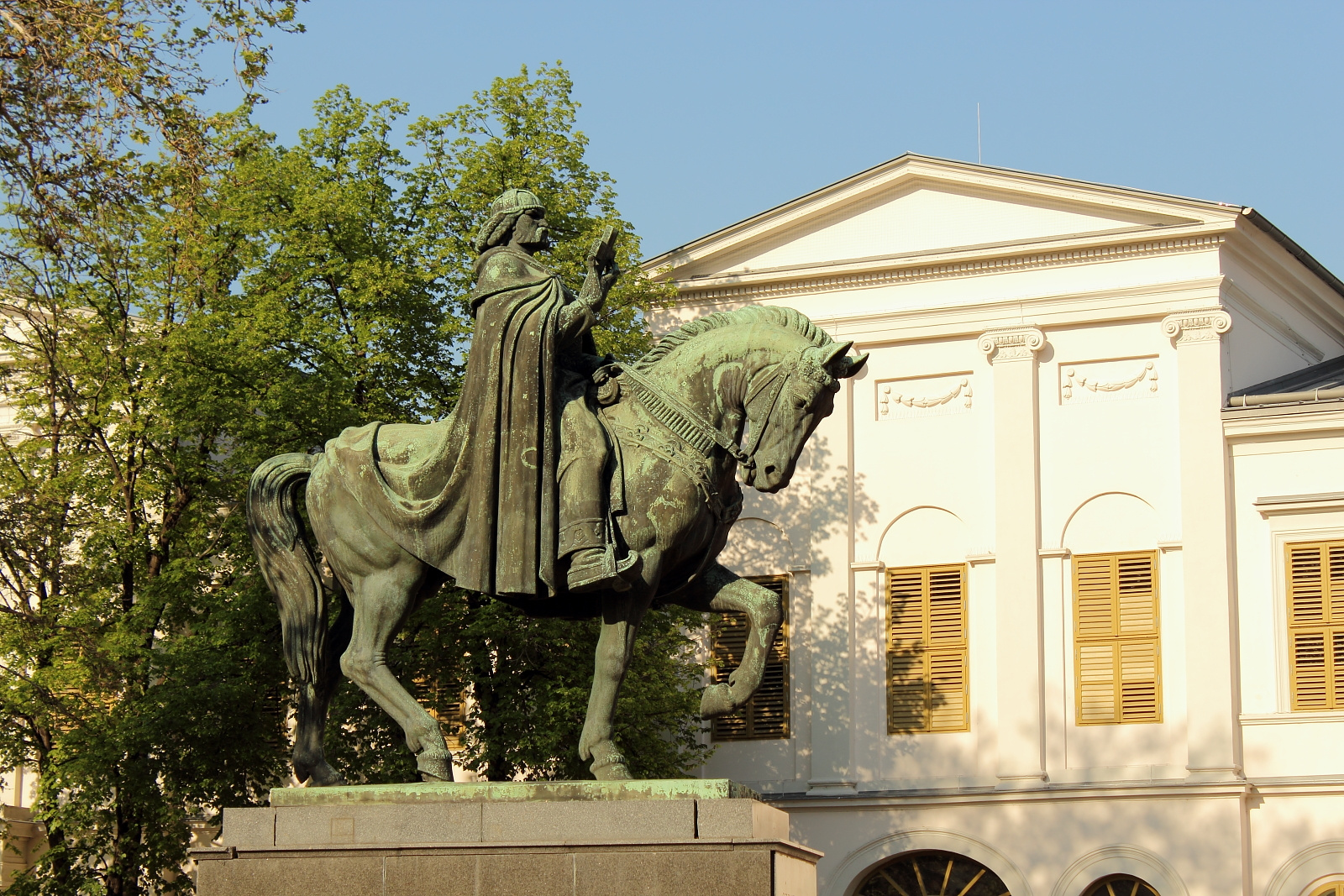
Szent István lovasszobra a székesfehérvári Szent István téren

Székesfehérvárott I. István ünnepe köré szervezve évtizedek óta megtartják a csaknem kéthetes Székesfehérvári Királyi Napokat, amely a 2013-as Szent István-emlékévtől kezdve kiegészült a Koronázási Ünnepi Játékokkal. A Koronázási Ünnepi Játékok keretében kerül megrendezésre a Koronázási szertartásjáték, mely során minden évben más és más magyar király koronázása és élete elevenedik meg az egykori koronázóbazilika romjai fölé emelt szabadtéri színpadon. Eközben a városban háromnapos történelmi fesztivál zajlik. A koronázási játékok végül a Musica Sacra komolyzenei koncerttel fejeződnek be.
Augusztus 14-én, Székesfehérvár fogadalmi napján a város mindenkori megyés püspöke a Szent István-székesegyházban szentmise keretében hagyományosan megerősíti Szent István országfelajánlását Szűz Máriának, mivel a király ezt halála előtti napján Székesfehérvárott tette meg. A misét a Szent Család (Boldog Gizella, Szent Imre és Szent István) Székesfehérvárott őrzött ereklyéinek jelenlétében celebrálják. A fogadalmi szentmise a főpapság és a város vezetésének részvételével zajló körmenettel kezdődik és zárul. A körmenetben a budapesti Szent Jobb-körmenethez hasonlóan körbehordozzák a Szent Család ereklyéit a belvárosban.
A rendezvénysorozat egészét végig kíséri az esténkénti „Fény utca”, vagyis a Fő utca, a Városház tér és a Hősök tere falaira vetített óriási mozgó képregény, amely az adott évben kiválasztott uralkodó életét mutatja be.
A Királyi Napok jeles eseménye még a Nemzetközi Néptáncfesztivál, melynek kereteiben a világ számos pontjáról érkező hagyományőrzők színesítik Szent István ünnepét. Augusztus 20-án hagyományosan megtartják a Fehérvári Királyok Menetét, mely a Szent István téren ér véget, ahol ünnepi díszközgyűlést tartanak. A rendezvénysorozat tűzijátékkal zárul.

### Más településeken

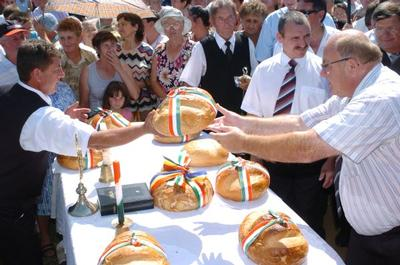
Új kenyér ünnepe a magyar–román határon

Az állami ünnepet gyakorlatilag Magyarország minden településén és az országhatáron túli magyarlakta területeken is sok helyen megtartják.
Esztergomban és Veszprémben Szent István-napi zenei fesztivált rendeznek.
A Felvidéken ünnepi istentisztelettel, kenyérszenteléssel, koncertekkel, előadásokkal, kirakodóvásárral ünnepelnek, Erdélyben őrtüzek gyújtásával, kulturális programokkal, néptánctalálkozóval és ökumenikus zarándoklattal.
Az Egyesült Államokban több helyszínen (pl. Atlantában, Seattle-ben, Minnesotában, Los Angelesben, Passaicban, Saint Louis-ban) tartanak Szent István-napi pikniket, vagy egyéb rendezvényt.

## Jogforrások
- 1222. évi törvénycikkek Előbeszéd A szent Háromság egy Isten nevében.
- 1222. évi I. törvénycikk Szent István király ünnepéről
- 1938. évi XXXIII. törvénycikk Szent István király dicső emlékének megörökítéséről (Kihirdetve: 1938. VIII. 18.)
- 2000. évi I. törvény Szent István államalapításának emlékéről és a Szent Koronáról (Kihirdetve: 2000. I. 1.)